# الشيعة هم أهل السنة (كتاب)
الشيعة هم أهل السنة هو كتاب من تأليف محمد التيجاني السماوي يوضح فيه ويقول أن الشيعة هم أهل السنة ويقصد بذلك السنة المحمدية الحقيقية.

## نبذة عن المؤلف
ولد محمد التيجاني عام 1315 شمسي في تونس. قد اشتهر لقرائته القرآن في مختلف المدن في تونس و كان على مذهب المالكي. كان في الثامنة عشر من عمره و الرابطة الوطنية للكشافة التونسية قامت باختياره للمشاركة في المؤتمر العربي الإسلامي.لقائاته مع الأساتذة حيث بدأ رحلته إلى ليبيا ومصر و سورية و الأردن و العراق .خلال سفره إلي مصر زار أساتذة جامعة الأزهر و عند رحلته إلى لبنان صادق شخص عراقي شيعي . هذه كانت بداية معرفته لمذهب الشيعي، حيث جعلته يبحث حول عقائد الفريقين السنة و الشيعة في كتبهم وفي الأخير حول مذهبه من السني إلى الشيعي.

## محتوى الكتاب
بدء المؤلف محمد التيجاني السماوي كتابة بتعريف عن الشيعة ثم أهل السنة والجماعة ثم شرح حوادث لماذا افترق المسلمون إلى شيعة و سنة وتكلم عن عديد من مواضيع عن معاوية بن ابي سفيان وخلافة وعائشة بنت أبي بكر.

## انظر ايضآ
- ثم اهتديت
- المراجعات
- ليالي بيشاور
- مؤتمر علماء بغداد